# Largentière
Largentière é uma comuna francesa na região administrativa de Auvérnia-Ródano-Alpes, no departamento de Ardèche. Estende-se por uma área de 7,22 km². Em 2010 a comuna tinha 1 648 habitantes (densidade: 228,3 hab./km²).